# キシリッシュ
キシリッシュ（XYLISH）とは、株式会社明治から発売されている菓子のブランド名。2023年3月末までチューインガム、同年4月からはグミとして発売されている。

## 歴史

### ガムとして
1997年に明治（当時の社名は明治製菓）からガムとして発売された。キシリトール入りのガムとしては、日本初の商品である。キャッチコピーは「ガム革命」。広末涼子と中谷美紀が「サイバーナース」に扮したCMが好評だった。
2003年より「息・もっとキレイ」をキャッチコピーに、全ラインナップに「W息キレイ成分」であるミントリーフとラッカーゼを配合。この2つの成分が口のエチケットに作用する。
2006年より「キレイな息と歯のために」をキャッチコピーに、公式キャラクターの「ハッハー」が登場。日本初となる緑茶フッ素配合ガムの「キシリッシュ +F」を発売（特定保健用食品）。キシリッシュは全商品が粒ガムだが、キシリッシュ+Fには板ガムタイプもあった。2009年に展開を終了した。
2007年より「息・透きとおる」をキャッチコピーに、メタリックスリーブを採用。外側のシュリンクをはがすとメタリックなスリープが現れ、スタイリッシュになった。
2009年4月に明治製菓と明治乳業が経営統合し、ブランドマークが新しくなったため、明治では同年7月から新ブランドマークの導入を進めており、キシリッシュについては、同年8月にリニューアルしたミニボトルシリーズから始められ、2010年2月のリニューアルにより、ブランドマークの切替がすべて完了した。
2011年に7種のフレーバーのガムが入った「レインボーアソートボトル」を発売。
2011年4月のグループ再編により、本商品の開発元は明治乳業から商号変更した株式会社明治の菓子ユニットへ移行した。「キシリッシュ」では同時期から発売した「エクストラブルーミント」から販売者の表記を「株式会社 明治」に変更しており、2011年8月に最後まで旧社名表記となっていた「レインボーアソート」のリニューアルにより、「キシリッシュ」現行製品すべてが新社名表記となった。
2018年に「新・呼吸が気持ちいい」をコンセプトに、生まれ変わったNewキシリッシュを展開。新・公式キャラクターの「リトルスーハー」登場。最適な噛みごたえであるようにフレーバーごとに噛み心地を変えている。なお、12粒入りのガムは内容量が少なくなると内箱を取り出してミシン目にそって折ることでコンパクトにすることができた。

### ガムから撤退
他社に差別化すべく、「キシリトール」を核として長年にわたって様々な展開を行って来たが、2022年時点でもガム最大手のロッテがガム市場の6割を握っており、ガム3位である明治の市場シェアは5%であった。また、「キシリトール」というアピールポイントに関しては、ロッテが1997年に発売した「キシリトールガム」との差異化が難しかった。また、2022年時点でガムの市場がピークである2007年と比べて9割も縮小してしまっており、代わりにグミが伸びていた。そこに新型コロナウイルスが追い打ちをかけ、2020年以降の「コロナ禍」によって外出が減り、人と会う時のエチケットのためのガム需要が低下。そのため、明治はガムから撤退してグミに集中する方針を取り、ガムとしての「キシリッシュ」の販売を2023年3月末で終了することを同月3日に発表。

### グミとして
「キシリッシュ」ブランドを活用し、キシリッシュをグミとして、2023年4月4日に発売することを同年3月13日に発表した。

## 年表
- 1997年
  - キシリッシュガム発売。日本初のキシリトール配合ガムとして発売。（クリスタルミント）
- 2003年
  - パッケージデザイン変更（ハイパークール、フルーティミント、クリスタルミント）
  - 「キシリッシュ小ボトルガム」発売
- 2006年
  - パッケージデザイン変更（ハイパークール、フルーティミント、クリスタルミント）オリジナルキャラクター登場（ハッハー）
  - 日本初、緑茶フッ素配合ガム「キシリッシュ +F」発売
- 2007年
  - 2月 - ガラナミント、ローズヒップミントを発売。
  - 4月 - 「キシリッシュ+F」のナチュラルミント（板タイプ）のパッケージデザインをリニューアルし、同時にアップルミント（板タイプ）、グリーンティーミント（粒タイプ）、カシスミント（粒タイプ）を発売（この時は関東地区及び新潟県・静岡県限定）。
  - 9月 - 発売10周年を迎え全面刷新。新たにミントリーフとラッカーゼを配合。フレーバーはクリスタルミント、フルーティミント、ハイパークール、フレッシュレモン、ローズヒップミントとなる。
- 2008年
  - 2月 - フリージアミントを発売。同時に12粒入りは一部フレーバーに採用されていたメタリックスリーブ仕様を全フレーバーに拡大。
  - 3月 - 「キシリッシュ+F」に新フレーバーとしてグリーンミント（板タイプ）、ホワイトグレープミント（粒タイプ）、アクアミント（粒タイプ）を発売。同時にアップルミント（板タイプ）をリニューアルし、販売エリアを全国に拡大。
  - 5月 - 期間限定フレーバーマンゴーミント、パイナップルミントを発売。
  - 8月 - 期間限定フレーバージンジャーエールを発売。
  - 9月 - クリスタルミント、フルーティミント、フレッシュレモンに各フレーバーのイメージカラーを採用したカラーボトル（94g）を追加。
  - 11月 - 期間限定フレーバーグレープ&カシス、クールライムを発売。
- 2009年
  - 2月 - 味を長持ちさせる新製法を採用し全面刷新。12粒入りはクリスタルミント、ジューシー&フルーティーミント、ハイパークール、フレッシュミント、マスカットミント、オレンジベルガモット（新フレーバー）の6種に、ボトルタイプはクリスタルミント、ジューシー&フルーティーミント、ハイパークール、フルーツアソートの4種に、アソートボトルはコーラ&レモン、ブルーベリー&ラズベリーの2種となる。
  - 3月 - 超刺激系の派生シリーズ「キシリッシュZ」3種（クール・レモン・ウメ）を発売。
  - 8月 - 期間限定フレーバーさくらんぼミントを発売。
  - 11月 - 期間限定フレーバーグレープスパークリング、ネクタースパークリングを発売。
- 2010年
  - 2月 - リフレッシュグリーン、レモンミント、梅ミントを発売。同時に、既存フレーバーも甘味・酸味をカプセルに閉じ込めた「ロングラスティング・カプセル」を増量しリニューアル。
  - 4月 - 派生商品「MINTZ（ミンツ） オリジナルグリーン」を発売。
  - 5月 - 期間限定フレーバーブルーハワイミント味、トロピカルミント味を発売。
  - 7月 - 従来品をリニューアルしたフルーティミントとライムジンジャーエール、アロマルージュミントを発売。
  - 10月 - 派生商品「MINTZ」にエクストラブルーを追加発売。同時にオリジナルグリーンのパッケージをリニューアル。
  - 12月 - おしゃれでユニークなパッケージデザインを採用したMr.グレープ、Missオレンジを発売。
- 2011年
  - 1月 - レモンライムミント、ピーチグレープミントを発売。
  - 2月 -7種類のフルーツを封入したレインボーアソートボトルを発売。味が変化する新コンセプトガム「カワルキシリッシュ」2種（グレープフルーツ→ミント、コーラ→ミント）を発売。
  - 3月 - 東京ガールズコレクションとのコラボフレーバーTGCライチ味、TGCグリーンアップル味及び2種類を封入したTGCアソートボトルを発売。
  - 4月 - エクストラブルーミントを発売。
  - 5月 - 期間限定フレーバートロピカルコーラ、ミントソーダを発売。
  - 6月 - アソートボトルにサイダーアソートボトルを発売。
  - 7月 -クリスタルミント、フルーティーミント、ハイパークール、エクストラブルーミントをリニューアル。ボトルタイプにハイパークールワイルドを発売。
  - 8月 - 「カワルキシリッシュ」に3つの味が段階的に変化するフレーバー2種（ライチ→パイン→グレープフルーツ、メロンソーダ→コーラ→ミント）を発売。
  - 10月 - キンキンリフレッシュソーダブルー、ぽかぽかリラックスゆずジンジャーを発売。
  - 11月 - 期間限定フレーバーハッピーストロベリー、シャイニングマスカットを発売。
  - 12月 - カフェインをハイパークール比3倍に強化したハイパークール超ワイルドを発売。
- 2012年
  - 1月 - 表面に銀箔（ラメ）をまぶしたスタンディングパウチ入り「キラキラキシリッシュ」2種（スイートミント味、ラズベリー味）を発売。
  - 2月 - "息をフレグランスする"をコンセプトとした「キシリッシュパフューム」2種（フローラルローズ、クリーンシトラス）を発売。
  - 3月 - アディダス ネオ レーベルのスニーカーとのコラボフレーバーネオヤミー ジャンピングライム（スタンディングパウチ）、ネオヤミー ジャンピンググレープ（スタンディングパウチ）、ネオヤミー ジャンピングアソートボトルを発売。
  - 6月 - 発売15周年を機に、ミント系ガムとして全面刷新。クリスタルミントとハイパークールはリニューアルし、新たにリラックスミントとディープミントを発売。
- 2014年
  - 3月 - 「キシリッシュスペシャル ブレス」発売
  - 「キシリッシュフルーツアソート」発売
- 2015年
  - パッケージデザイン変更（クリスタルミント、ハイパークール、ディープミント）
- 2016年
  - すっきりミント3種類の「キシリッシュミントアソート」発売
- 2018年
  - パッケージデザイン変更（アクアクール、ライムクール、ハイパークール）
  - イラストレーター「チョコムー」とコラボし新キャラクター登場（リトルスーハーとキラーン）[5]
- 2023年
  - 3月 - ガムの販売を同月31日で終了。ガム事業から事実上撤退[3]。
  - 4月 - 同月4日にキシリッシュグミを発売[4]。

## パッケージ変更
限定商品を除く、主力通常商品について以下の通り。
- 1997年ガム（クリスタルミント）
- 2003年ガム（クリスタルミント、ハイパークール、フルーティミント）※ハイパークール・フルーティミント追加
- 2006年ガム（クリスタルミント、ハイパークール、フルーティミント）
- 2007年ガム（クリスタルミント、ハイパークール、フルーティミント）
- 2012年ガム（クリスタルミント、ハイパークール、ディープミント、リラックスミント）※フルーティミント廃止
- 2015年ガム（クリスタルミント、ハイパークール、ディープミント）※リラックスミント廃止
- 2018年ガム（アクアクール、ハイパークール、ライムクール）※名前を「○クール」に統一・今まで冬季限定だったライムクール追加
- 2023年グミ（クリスタルミント）※キシリッシュブランドを、ガムからグミへと大幅変更・キシリッシュガム生産終了

## イメージキャラクター
現在
- 福山雅治(2003年～2006年、2012年6月～)

過去
- 広末涼子
- 中谷美紀
- 渡部篤郎

XYLISH SHOW!シリーズ 2006年10月～2007年9月 ネットとのコラボレーション動画などの試みが行われた。沢尻エリカの降板とともに終了。
- 沢尻エリカ
- 亀田興毅
- 劇団ひとり
- おぎやはぎ
- 木村拓哉（SMAP）（2007年10月～2010年6月）
- 設楽統（バナナマン）
- 日村勇紀（バナナマン）
- 木村カエラ（2010年7月～2012年5月）

## 関連製品
2010年4月からは関連製品として「ミンツ（MINTZ）」が発売されている。「ミンツ」はミントリーフ入りの粒の中にミントフレーバーをキシリトール結晶に封入した「結晶キシリトールミント」のダブル構造になっており、ミントのスッキリ感が長続きする粒ガムである。パッケージには「XYLISH」のロゴマークがあるが、イメージキャラクターに太田光（爆笑問題）を起用し、専用のブランドサイトが開設されていることから、「キシリッシュ」とは別ブランドの扱いとなっている。
当初は「オリジナルグリーン」の9粒入りのみだったが、同年8月に116g大ボトルが追加され、2010年10月には「エクストラブルー」を追加。同時に既存の「オリジナルグリーン」もパッケージリニューアルし、新たに3個パック（9粒×3個）を設定した。現在は製造・販売を終了している。

## 由来
商品名はキシリトールとリフレッシュを組み合わせ「XYLISH(キシリッシュ)」にした。